# Buergeria buergeri
Buergeria buergeri е вид жаба от семейство Rhacophoridae. Видът не е застрашен от изчезване.

## Разпространение
Разпространен е в Япония.

## Описание
Популацията на вида е стабилна.